# Taereung Ice Rink
Der Taereung Ice Rink (kor. 태릉 국제 스케이트장) ist eine Eisschnelllaufhalle im Seouler Stadtteil Nowon-gu, Südkorea. Das Oval wurde 1969 als Freiluftbahn eröffnet. 1988 fanden hier die Juniorenweltmeisterschaften im Mehrkampf statt. Emi Tanaka aus Japan und der ostdeutsche Michael Spielmann wurden hier Juniorenweltmeister. Am 1. März zum Ende der Saison 1995/96 wurde das Oval geschlossen um im Jahr 2000 als Eisschnelllaufhalle neueröffnet werden zu können.
Der erste internationale Wettkampf in der Halle war die Sprintweltmeisterschaft 2000 vom 26. bis 27. Februar. Meister wurde Monique Garbrecht (DDR) und Jeremy Wotherspoon (USA). Vom 12. bis 14. März 2004 wurden hier die Einzelstreckenweltmeisterschaften ausgetragen. Der ehemalige Inline-Speedskater Chad Hedrick gewann über 5000 Meter seinen ersten Meistertitel.

## Veranstaltungen
| Einzelstreckenweltmeisterschaften | 2004                               |
| Sprintweltmeisterschaft           | 2000, 2016 (bevorstehend)          |
| Mehrkampfweltmeisterschaft        | Junioren-WM 1988                   |
| Weltcup                           | 1989/90, 1992/93, 2000/01, 2014/15 |

## Bahnrekorde

### Frauen
| Strecke                 | Athlet                                             | Zeit    | Datum                 | Wettkampf                            |
| ----------------------- | -------------------------------------------------- | ------- | --------------------- | ------------------------------------ |
| 0100 m                  | Hae-Ri Kwak                                        | 0 11,38 | 2. Januar 2008        | President National Cup 2008          |
| 0500 m                  | Sang-Hwa Lee                                       | 0 37,74 | 23. Dezember 2013     | Südkoreanische Meisterschaften 2014  |
| 1000 m                  | Li Qishi                                           | 1:16,95 | 23. November 2014     | Weltcup 2014/15                      |
| 1500 m                  | Marrit Leenstra                                    | 1:57,76 | 22. November 2014     | Weltcup 2014/15                      |
| 3000 m                  | Claudia Pechstein                                  | 4:13,46 | 12. März 2004         | Einzelstrecken-WM 2004               |
| 5000 m                  | Claudia Pechstein                                  | 7:07,77 | 21. November 2014     | Weltcup 2014/15                      |
| Team Pursuit (6 Runden) | SüdkoreaHyeon-Yeong Kim Jee-Hyeon Woo Yee-Weon Nam | 3:24,64 | 4. Februar 2010       | Winter National Sports Festival 2010 |
| Mehrkampf               | Athlet                                             | Punkte  | Datum                 | Wettkampf                            |
| 2 × 500 m               | Sang-Hwa Lee                                       | 075,620 | 23. Dezember 2013     | Südkoreanische Meisterschaften 2014  |
| Sprint-MK               | Sang-Hwa Lee                                       | 154,375 | 22.–23. Dezember 2012 | Südkoreanische Meisterschaften 2013  |
| Mini-MK                 | Bo-Reum Kim                                        | 164,553 | 21.–23. Januar 2013   | National Allround Championships 2013 |
| Kleiner MK              | Bo-Reum Kim                                        | 170,241 | 21.–23. Dezember 2012 | Südkoreanische Meisterschaften 2013  |

Nicht oder nicht mehr im internationalen Wettkampf ausgetragen.
- Stand: 8. Dezember 2014[1]
- Summe der auf 500 m heruntergebrochenen Einzelstrecken (500, 1000, 1500, 3000, 5000 Meter): 200,489 Pkt.

### Männer
| Strecke                 | Athlet                                          | Zeit     | Datum                 | Wettkampf                            |
| ----------------------- | ----------------------------------------------- | -------- | --------------------- | ------------------------------------ |
| 0100 m                  | Deok-Hoi Kim                                    | 0 10,57  | 4. Januar 2011        | Presidents National Cup 2011         |
| 0500 m                  | Kyu-Hyeok Lee                                   | 0 34,92  | 22. Oktober 2009      | Südkoreanische Meisterschaften 2010  |
| 01000 m                 | Pawel Kulischnikow                              | 01:09,56 | 22. November 2014     | Weltcup 2014/15                      |
| 01500 m                 | Sverre Lunde Pedersen                           | 01:47,76 | 21. November 2014     | Weltcup 2014/15                      |
| 03000 m                 | Seung-Hoon Lee                                  | 03:48,33 | 7. Januar 2013        | President’s Cup 2013                 |
| 05000 m                 | Seung-Hoon Lee                                  | 06:31,21 | 23. Dezember 2013     | Südkoreanische Meisterschaften 2014  |
| 10.000 m                | Bob de Jong                                     | 13:17,51 | 22. November 2014     | Weltcup 2014/15                      |
| Team Pursuit (8 Runden) | SüdkoreaJin-Soo Song Yong-Dae Kweon Tae-Beom Mo | 04:05,40 | 9. Januar 2009        | Presidents National Cup 2009         |
| Mehrkampf               | Athlet                                          | Punkte   | Datum                 | Wettkampf                            |
| 2 × 500 m               | Kyu-Hyeok Lee                                   | 070,250  | 22. Oktober 2009      | Südkoreanische Meisterschaften 2010  |
| Sprint-MK               | Kyu-Hyeok Lee                                   | 141,720  | 28.–29. November 2007 | Südkoreanische Meisterschaften 2008  |
| Mini-MK                 | Kim Min-seok                                    | 165,031  | 7.–9. Februar 2012    | National Skating Championships 2012  |
| Kleiner MK              | Cheol-Min Kim                                   | 153,182  | 21.–23. Januar 2013   | National Allround Championships 2013 |
| Großer MK               | Seung-Hoon Lee                                  | 155,355  | 23.–24. Dezember 2013 | Südkoreanische Meisterschaften 2014  |

Nicht oder nicht mehr im internationalen Wettkampf ausgetragen.
- Stand: 8. Dezember 2014[1]
- Summe der auf 500 m heruntergebrochenen Einzelstrecken (500, 1000, 1500, 5000, 10.000 Meter): 184,617 Pkt.